# محمد آشي
محمد آشي (21 أغسطس 1980) هو مصمم أزياء سعودي. التحق بمدرسة تصميم فرنسية في بيروت وحصل على درجة البكالوريوس في ثلاث سنوات، بعد ذلك انضم إلى المصمم اللبناني إيلي صعب في منتصف العشرينات من عمره مساعدًا وقام بتطوير الملابس الراقية والجاهزة لموسم الربيع/الصيف عام 2006، ثم مساعدًا لمصمم الاكسسوارات في مجموعة تبع ذلك العمل في مجموعة خريف / شتاء 2006-2007. وفي نفس العام أُعلن محمد آشي فائزًا في برنامج "مشروع الأزياء Project Fashion" في نسخته العربية على شاشة قناة المستقبل اللبنانية. كما عمل محمد آشي مساعدًا للمصمم محمد برجاوي.

## مسيرته المهنية
ولد آشي سنة 1980 بمدينة جدة في المملكة العربية السعودية، وحصل على درجة البكالوريوس في التسويق من كلية سانت مايكل في فيرمونت في الولايات المتحدة الأميركية. بدأت مسيرته في مجال الأزياء منذ عام 2003. درس تصميم الأزياء في مدرسة إسمود في بيروت، حيث حاول قبل ذلك الالتحاق بمعهد التصميم الإيطالي مارينيوني، إلا أن عدم إجادته اللغة الإيطالية حال دون ذلك، ثم حاول الالتحاق بمدرسة إسمود لتصميم الأزياء في باريس باللغة الفرنسية ولكن مشكلة اللغة تكررت إلى أن اقترح عليه أحد أساتذته الالتحاق بفرعها في بيروت والتي تتيح الدراسة باللغة الإنجليزية وكان الأول على دفعته، حصل على منحة تدريبية لدى دار جيڤنشي ثم تدرّج في هذا المجال على يد المصمم العالمي إيلي صعب. شارك في برنامج الواقع المختص بتصميم الأزياء Project Fashion في موسمه الثاني بالنسخة العربية وفاز فيه.

### إطلاق علامته التجارية

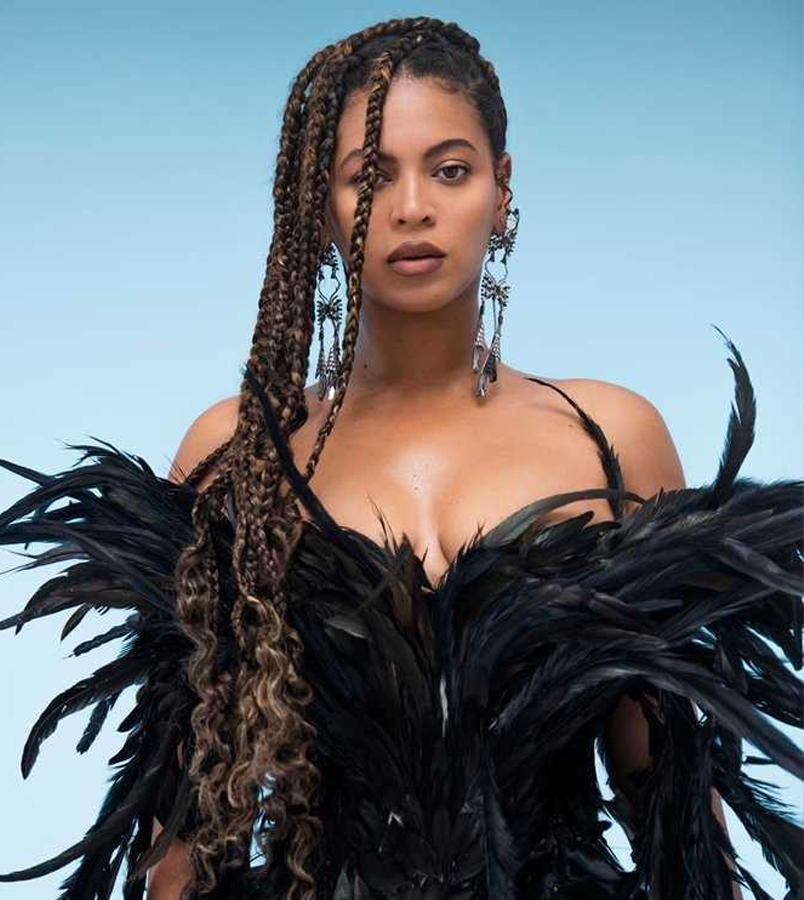
بيونسيه ترتدي إحدى تصاميم آشي ستوديو في فيلم Black is king وهي تؤدي فيه أغنيتها My Power. هذه القطعة استغرق العمل عليها يدويًا 70 ساعة عمل.

إفتتح دار الأزياء الخاص به «آشي استديو» (بالإنجليزية: Ashi Studio) عام 2007 في بيروت، وانتقل إلى باريس في 2018. احتفل المصمم عام 2017 بمرور 10 سنوات على علامته التجارية في أبوظبي. لدى آشي ستوديو مقرين في الوقت الحالي، أحدهما في باريس والأخر في الرياض.
أبرز من ارتدين تصميمه في العالم العربي الملكة رانيا العبد الله في يوم ميلادها الخمسين، كما ارتدت ابنتها إيمان من تصاميمه في حفل زفاف شقيقها ولي عهد الأردن الحسين بن عبد الله الثاني.

### مشاركاته في المحافل العالمية
اشتهرت أزياء آشي ووصلت العالمية؛ حيث أن العديد من فنانات هوليوود ارتدين أزياءه في حفلات الجوائز. بدأت أول خطواته نحو العالمية في 2011 عندما ارتدتا إيفا لانغوريا ونايا ريفيرا من تصاميمه في حفل جوائز غرامي.
أصبح محمد آشي أول مصمم أزياء خليجي ينضم إلى الإتحاد الفرنسي للأزياء الراقية ضيفًا (بالفرنسية:Fédération de la Haute Couture)؛ ليتمكن من تقديم أزياءه ضمن أسبوع الموضة في باريس للهوت كوتور (الأزياء الراقية) في يوليو 2023.
استحدثت وزارة الثقافة السعودية عدة هيئات من ضمنها هيئة الأزياء التي أُنشئت عام 2020، وعُيِّن محمد آشي مستشارًا فيها للمساهمة في تطوير الأزياء المحلية.
انطلق في أكتوبر 2023 ولمدة أربع أيام أسبوع الأزياء الأول في الرياض، والذي نظّمته هيئة الأزياء السعودية في مركز الملك عبد الله المالي. حضره عدد من المؤثرين في مجال الأزياء في العالم، وتضمّن عرض أزياء للمصمم محمد آشي في موقعٍ مؤقت أمام مكتبة الملك فهد الوطنية بعنوان «الثامنة مساء: أمسية في الرياض».

### خط أزياء لطاقم طيران
تعاون المصمم مع شركة طيران الرياض المملوكة من صندوق الاستثمارات العامة السعودية المُقرر أن تنطلق أول رحلاته في 2025 في إنشاء خط الأزياء الخاص بطاقم أفراد مقصورة شركة الطيران. وتتألف هذه المجموعة من 35 تصميمًا لأزياء طاقم الرجال والنساء والتي عُرض عدد منها ضمن فعاليات أسبوع الأزياء الراقية في باريس. يُذكر أن هذه المرة الأولى التي يُكشف فيها عن خط أزياء طواقم طائرات خلال هذه الفعالية.

## أبرز عملائه
- رانيا العبد الله[34][18]
- بيونسيه[34][8]
- ليدي غاغا[34]
- كاردي بي[35]
- سونام كابور[34]
- ديبيكا بادوكون[34]
- بيلي بورتر[35]
- آيشواريا راي باتشان[35]
- سارة جيسيكا باركر[35]
- بينيلوبي كروز[24][34]